# Nittsstamnstjärnarna
Nittsstamnstjärnarna är varandra näraliggande sjöar i Älvdalens kommun i Dalarna och ingår i Dalälvens huvudavrinningsområde
- Nittsstamnstjärnarna (Älvdalens socken, Dalarna, 679563-138351), sjö i Älvdalens kommun, 61°15′36″N 13°37′57″Ö / 61.2601°N 13.6326°Ö (4,53 ha)
- Nittsstamnstjärnarna (Älvdalens socken, Dalarna, 679610-138321), sjö i Älvdalens kommun, 61°15′46″N 13°37′42″Ö / 61.2628°N 13.6283°Ö (5,11 ha)